# Ilex uraiensis
Ilex uraiensis är en järneksväxtart som beskrevs av Yoshimatsu Yamamoto. Ilex uraiensis ingår i släktet järnekar, och familjen järneksväxter. Inga underarter finns listade i Catalogue of Life.